# بيولوجية الاكتئاب
وجدت الدراسات العلمية أن العديد من المناطق الدماغية تظهر نشاط متغير في المرضى الذين يعانون من الاكتئاب، وهذا ما شجع دعاة النظريات المختلفة التي تسعى إلى تحديد أصل بيوكيميائي للمرض، على عكس النظريات التي تأكد على الأسباب النفسية. وقد اقترحت عدة نظريات حول السبب البيولوجي للاكتئاب على مر السنين، بما في ذلك النظريات التي تدور حول المواد الكيميائية الناقلة واللدونة العصبية والالتهاب والنظام اليومي.

## الأسباب الجينية
كان من الصعب تحديد العوامل الوراثية التي تؤدي إلى الاكتئاب. في عام 2003 نشرت مجلة ساينس نشرت دراسة وجدت أن التفاعلات الجينية والبيئة المحيطة قد تفسر لماذا الإجهاد ومتطلبات الحياة قد تكون مؤشراً لنوبات الاكتئاب في بعض الأفراد، ولكن ليس في غيرها، وهذا يتوقف على الاختلاف في مستقبلات السيروتونين (5 HTTLPR). بعد فترة وجيزة، تم تكرار النتائج من قبل مجموعة كينيث كيندلر، مما رفع الآمال في مجتمع علم الوراثة النفسية. ومع ذلك فإن اثنان من أكبر الدراسات
 كانت نتائجهم بالسلب. اثنان من الدراسات في 2009 كانت نتائجهم أيضاً سلبية، واحدة منهم كانت تحوي 14 بحثاُ.
تم افتراض أن تعدد أشكال عامل التغذية العصبية المستمد من الدماغ قد يكون له تأثير وراثي، ولكن النتائج كانت غير كافية. وتشير الدراسات أيضا إلى وجود ارتباط بانخفاض إنتاج عامل التغذية العصبية المستمد من الدماغ مع السلوك الانتحاري. ومع ذلك فإن نتائج دراسات التفاعلات بين الجينات والبيئة قد وجدت أن النمتذج الحالية من عامل التغذية العصبية المستمد من الدماغ هي نماذج مبسطة للغاية 
فشلت أكبر الدراسات على نطاق الجينوم حتى الآن في تحديد المتغيرات ذات الأهمية الجينية في أكثر من 9000 حالة.
في الآونة الأخيرة، حددت دراسة الوراثة بشكل إيجابي اثنين من المتغيرات هما الارتباط على نطاق الجينوم مع الاضطراب الاكتئابي. حيث حددت هذه الدراسة، التي أجريت في نساء مدينة هان الصينية، نوعين مختلفين من المستقبلات SIRT1 وLHPP
.
وقد أسفرت محاولات إيجاد علاقة بين أشكال تعدد النورأدرينالين والاكتئاب عن نتائج سلبية.
وحددت إحدى المراجعات العديد من الجينات التي تمت دراستها بشكل متكرر. أسفرت الجينات 5-HTT SLC6A4 و5-HTR2A عن نتائج غير متناسقة، إلا أنها قد تتنبأ بنتائج العلاج. وقد وجد أن تعدد الأشكال في جينات إنزيم تربتوفان هيدروكسيلاس تكون مرتبطة بالسلوك الانتحاري.

## الإيقاع الحيوي

قد يكون الاكتئاب مرتبطاً بآليات الدماغ نفسها التي تتحكم في دورات النوم واليقظة. وقد يكون الاكتئاب مرتبطا بشذوذ في الايقاع الحيوي، أو الساعة البيولوجية. على سبيل المثال، نوم حركة العين السريعة(REM) - وهي المرحلة التي يحدث فيها الحلم - قد تكون سريعة الحدوث ومكثفة في مرضي الاكتئاب. نوم حركة العين السريعة تعتمد على انخفاض مستوي السيروتونين في جذع الدماغ، وتضعف من قبل مركبات، مثل مضادات الاكتئاب التي تزيد من قوة السيروتونين في جذع الدماغ. وعموما، فإن نظام السيروتونين يكون أقل نشاطا أثناء النوم وأكثر نشاطا أثناء اليقظة.كثرة الاستيقاظ نتيجة اضطراب النوم ينشط الخلايا العصبية السيروتونينية، مما يؤدي إلى عمليات مماثلة للتأثير العلاجي لمضادات الاكتئاب، مثل مثبطات امتصاص السيروتونين الانتقائية (SSRIs). مرضي الاكتئاب تظهر لديهم تقلبات في المزاج بعد ليلة من الحرمان من النوم.
تشير الأبحاث المتعلقة بآثار العلاج بالضوء في حالات الاضطراب العاطفي الموسمي إلى أن الحرمان الخفيف من النوم مرتبط بانخفاض النشاط في النظام السيروتوني، وإلى تشوهات في دورة النوم، لا سيما الأرق. التعرض للضوء يستهدف أيضا نظام السيروتونين، موفراً المزيد من الأدلة للدور الهام الذي يلعب هذا النظام في آلية الاكتئاب. الحرمان من النوم والعلاج بالضوء كلاهما يستهدف نفس النظام العصبي في الدماغ مثل الأدوية المضادة للاكتئاب، وتستخدم الآن سريريا لعلاج الاكتئاب. يتم استخدام العلاج بالضوء، والحرمان من النوم معاً لمقاطعة الاكتئاب العميق بسرعة في المرضى في المستشفى.
وقد وجد أن زيادة ونقص فترة النوم تلعب دوراً هاماً في آلية الاكتئاب. المرضى الذين يعانون من الاكتئاب الكبير يظهرون أحيانا تغيرا يومية وموسمية في شدة الأعراض، حتى في الاكتئاب غير الموسمي. ارتبط تحسن المزاج النهاري مع نشاط الشبكات العصبية الظهرية. كما لوحظ ارتفاع متوسط درجة الحرارة الأساسية. واقترحت إحدى الفرضيات أن الاكتئاب كان نتيجة للانتقال من مرحلة إلي مرحلة ومن طور إلي طور.
يرتبط التعرض للضوء أثناء النهار بانخفاض نشاط ناقل السيروتونين، والذي قد يكمن وراء موسمية الاكتئاب.

## النواقل العصبية أحادية الأمين

هي ناقلات عصبية تشمل السيروتونين، والدوبامين، ونورإبينفرين، وأدرينالين.
العديد من العقاقير مضادات الاكتئاب تزيد مستويات الناقل العصبي أحادي الأمين، السيروتونين، ولكنها قد تعزز أيضا مستويات اثنين من الناقلات العصبية الأخرى، النورادرينالين والدوبامين. وأدت مراقبة هذه الفعالية إلى «فرضية الناقل العصبي أحادي الأمين، الاكتئاب»، التي تفترض أن عجز بعض الناقلات العصبية هي المسؤولة عن ظهور أعراض الاكتئاب: «قد يكون نورإبينفرين مرتبطا باليقظة والطاقة فضلا عن القلق والانتباه، والاهتمام بالحياة؛ نقص السيروتونين مرتبط بالقلق، والهواجس، والإكراه، والدوبامين مرتبط بالاهتمام والدافع والمتعة والمكافأة، فضلا عن الاهتمام بالحياة». يوصي أنصار هذه الفرضية اختيار مضادات الاكتئاب المناسبة ذات الآلية التي تؤثر على أبرز الأعراض. واقترح آخرون أيضا العلاقة بين الناقلات العصبية أحادية الأمين ونمط ظاهري مثل السيروتونين في النوم والانتحار، والتعب، واللامبالاة، والخلل المعرفي، والدوبامين في فقدان الدافع والأعراض النفسية الحركية.

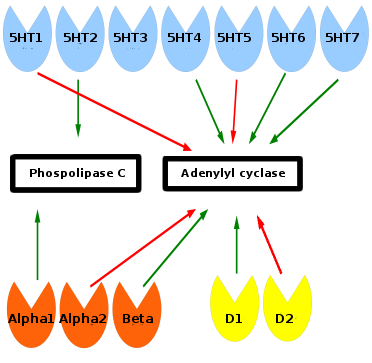
مستقبلات الناقلات العصبية أحادية الأمين.

وقد تم الإبلاغ عن العثور على دلالة على انخفاض نشاط الأدرينالين في الاكتئاب. وتشمل النتائج انخفاض نشاط إنزيم تيروزين هيدروكسيلاز، وزيادة كثافة مستقبلات الأدرينالين ألفا 2، وانخفاض كثافة المستقبلات ألفا 1 . وعلاوة على ذلك، فإن إفراز النورابينفرين في نماذج الفئران أدي إلي قلة حساسية المستقبلات، مما يلعب دوراً كبيراً في الاكتئاب.
طريقة واحدة استخدمت لدراسة دور النقلات العصبية أحادية الأمين وهي استنزاف هذه الناقلات العصبية. نفاذ التريبتوفان (مصدر تكوين السيروتونين)، والتيروزين والفينيل ألانين (مصدر تكوين الدوبامين) يؤدي إلى انخفاض المزاج في أولئك الذين لديهم استعداد للاكتئاب، ولكن ليس الأشخاص الأصحاء.

### القيود
منذ التسعينات، كشفت الأبحاث عن قيود متعددة على فرضية الناقلات أحادية الأمين، وقد تم انتقاد قصورها في المجتمع النفسي.
فشلت التحقيقات المكثفة في العثور على أدلة مقنعة على وجود خلل وظيفي أساسي في نظام أحادي الأمين في المرضى الذين يعانون من اضطراب اكتئابي.

## التفاعلات العاطفية
تظهر دراسات المعالجة العاطفية لدى مرضى الاكتئاب الكبير التحيزات المختلفة مثل الميل إلى تقييم الوجوه السعيدة بشكل أكثر سلبية.
وقد أظهر التصوير العصبي الوظيفي فرط النشاط في مناطق الدماغ المختلفة ردا على المحفزات العاطفية السلبية، ونقص النشاط استجابة لمؤثرات إيجابية. وقد ظهر أيضاً انخفاض النشاط في قشرة الفص الجبهي ردا على المحفزات السلبية.
وهناك فرضية مقترحة للتحيز العاطفي السلبي تأتي من النتائج التحليلية الوصفية لدراسات التصوير العصبي الوظيفي.

## مناطق الدماغ
البحوث على أدمغة المرضى المكتئبين عادة ما تظهر أنماط مضطربة من التفاعل بين أجزاء متعددة من الدماغ. العديد من مناطق الدماغ متورطة في الدراسات التي تسعى إلى فهم أكثر تفهما لبيولوجيا الاكتئاب:

### نواة راف
المصدر الوحيد ل السيروتونين في الدماغ هو نواة راف، وهي مجموعة من الخلايا العصبية الصغيرة في الجزء العلوي من جذع الدماغ، وتقع مباشرة في منتصف خط الدماغ..

### تلفيف حزامي
وقد أظهرت الدراسات الحديثة أن التلفيف الحزامي (منطقة برودمان 25) غنية للغاية بناقلات السيروتونين، وتعتبر المتحكمة في شبكة واسعة تشمل مناطق مثل تحت المهاد وجذع الدماغ، مما يؤثر على التغيرات في الشهية والنوم.:576–578

### البطين
وقد وجدت دراسات متعددة أدلة على توسيع البطين في الأشخاص الذين يعانون من الاكتئاب، ولا سيما توسيع البطين الثالث. ويفسر هذا بأنه فقدان الأنسجة العصبية في مناطق الدماغ المجاورة للبطين المتوسع.

### قشرة أمام جبهية
وقد لوحظ نقص النشاط في قشرة أمام جبهية في أولئك الذين يعانون من الاكتئاب. وتشارك القشرة الأمام جبهية في المعالجة العاطفية والتنظيم، وقد يكون الخلل في هذه العملية متورطا في مسببات الاكتئاب.

### اللوزة الدماغية
لوزة دماغية هي منطقة تشارك في المعالجة العاطفية وقد تبين أنه يكون هناك فرط في نشاطها في أولئك الذين يعانون من اضطراب الاكتئاب الكبير. حيث كانت اللوزة الدماغية في الأشخاص الذين يعانون من الاكتئاب أصغر من تلك في الأشخاص الذين تم علاجهم، إلا أن البيانات المجمعة لا تظهر أي فرق بين الأشخاص المصابين بالاكتئاب والأصحاء.

### قرن آمون (الحصين)
وقد لوحظ ضمور في قرن آمون (الحصين) خلال الاكتئاب.
الإجهاد يمكن أن يسبب الاكتئاب والأعراض التي تشبه الاكتئاب من خلال التأثير علي الخلايا العصبية في الحصين.

## الالتهاب والإجهاد التأكسدي
وقد وجدت دراسات مختلفة أن الالتهابات قد تلعب دورا في الاكتئاب. ظهرت النظريات الأولى عندما لوحظ أن العلاج بالإنترفيرون يسبب الاكتئاب في عدد كبير من المرضى. أظهرت بعض التحليلات أن مستويات السيتوكين في المرضى الذين يعانون من الاكتئاب تتزايد وخصوصاً إنترلوكين 1، وإنترلوكين 6 ولكن ليس إنترلوكين 10. وقد افترضت مصادر مختلفة من الالتهاب في مرض الاكتئاب تشمل الصدمة، ومشاكل النوم، والنظام الغذائي، والتدخين والبدانة.

### الشبكة التنفيذية المركزية
تتكون الوظائف التنفيذية أو الشبكة التنفيذية من المنطقة الجبهية الجدارية، بما في ذلك القشرة الأمامية الجبهية الظهرانية والجانبية. وتشارك هذه الشبكة بشكل حاسم في الوظائف الإدراكية عالية المستوى مثل الحفاظ على المعلومات واستخدامها في الذاكرة العاملة وحل المشكلات واتخاذ القرارات. أوجه القصور في هذه الشبكة تكون شائعة في معظم الاضطرابات النفسية والعصبية الرئيسية، بما في ذلك الاكتئاب. لأن هذه الشبكة هي أمر بالغ الأهمية لأنشطة الحياة اليومية، حيث أن أولئك الذين يعانون من الاكتئاب يمكن أن تظهر لديهم ضعف في الأنشطة الأساسية مثل اتخاذ القرارات.

### شبكة الوضع الافتراضي
تتضمن شبكة الوضع الافتراضي محاور في قشرة الفص الجبهي، مع مناطق بارزة أخرى من الشبكة في الفص الصدغي. شبكة الوضع الافتراضي عادة ما تكون نشطة أثناء التفكير والمناقشة المواقف الاجتماعية. في المقابل، فإنه العلوم المعرفية الإدراكية فإن الشبكة الافتراضية غالبا ما يتم تعطيلها.